# West Bloomfield (Nueva York)
West Bloomfield es un pueblo ubicado en el condado de Ontario en el estado estadounidense de Nueva York. En el año 2000 tenía una población de 2,549 habitantes y una densidad poblacional de 38.6 personas por km².

## Geografía
West Bloomfield se encuentra ubicado en las coordenadas 42°54′43″N 77°31′32″O / 42.91194, -77.52556.

## Demografía
Según la Oficina del Censo en 2000 los ingresos medios por hogar en la localidad eran de $43,347 y los ingresos medios por familia eran $52,206. Los hombres tenían unos ingresos medios de $37,340 frente a los $26,410 para las mujeres. La renta per cápita para la localidad era de $20,309. Alrededor del 3.2% de la población estaban por debajo del umbral de pobreza.